# Mita-Linie
| Mita-Linie               | Mita-Linie        |
| ------------------------ | ----------------- |
|                          |                   |
| Streckenlänge:           | 26,5 km           |
| Spurweite:               | 1067 mm (Kapspur) |
| Stromsystem:             | 1500 V =          |
| Streckengeschwindigkeit: | 75 km/h           |
|                          |                   |

Die Mita-Linie (jap. 三田線, Mita-sen) ist eine Metroline in Tokio, Japan, die am 27. Dezember 1968 eröffnet wurde und von der Toei-U-Bahn verwaltet wird. Auf Karten erscheint sie in blau ; die Bahnhöfe tragen den Buchstaben I gefolgt von einer Zahl. In Planungen besitzt die Linie die Nummer 6.
Die Züge der Mita-Linie werden am Bahnhof Meguro auf die Tōkyū Meguro-Linie durchgebunden.

## Daten
- Länge: 26,5 km
- Spurweite: 1067 mm
- Anzahl der Stationen: 27
- Fahrgastzahl (2014): 600.570[1]

## Fahrzeuge

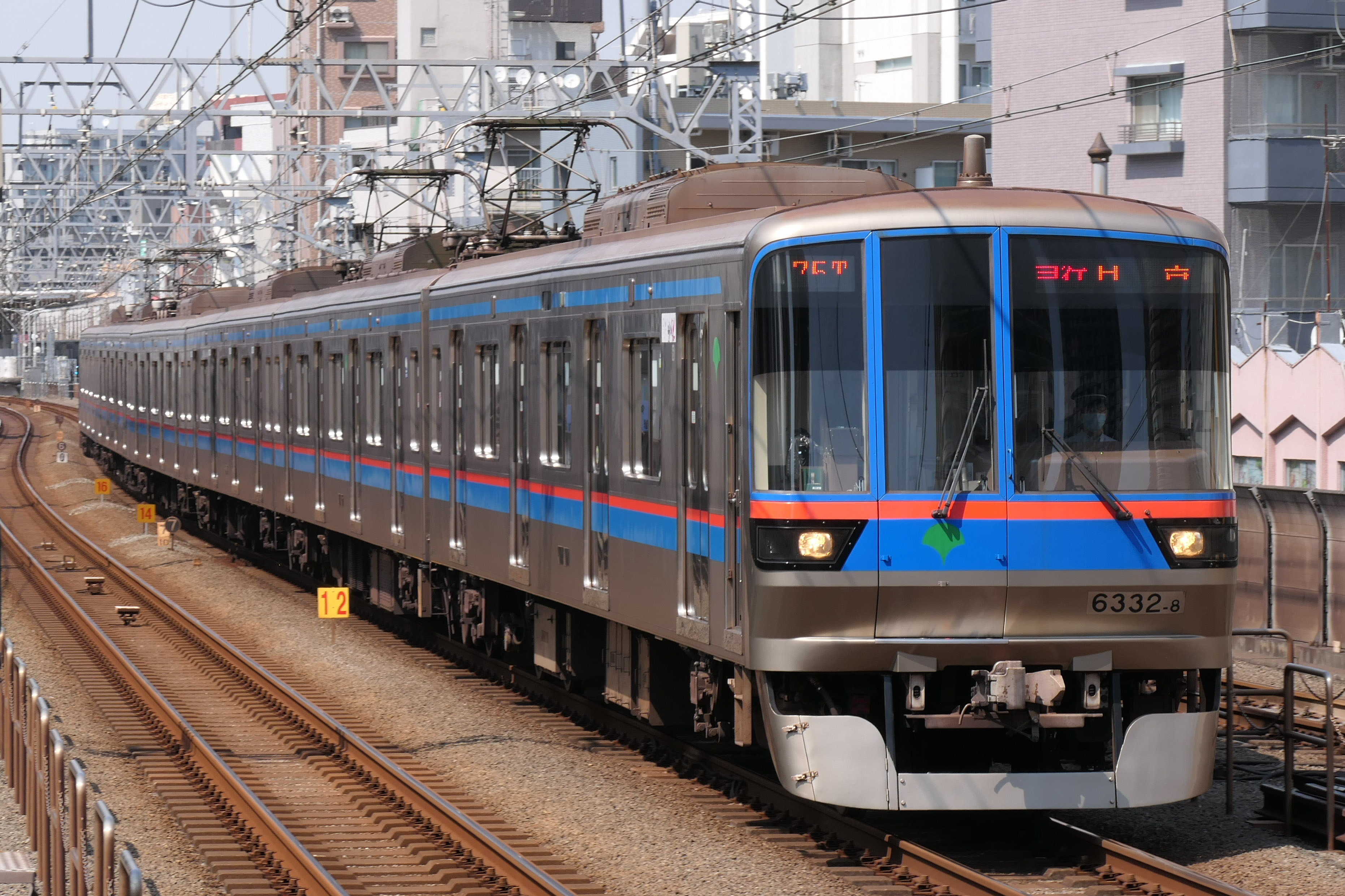
Seit 1993 sind 37 (nun 24) Triebzüge der Serie 6300 im Einsatz.

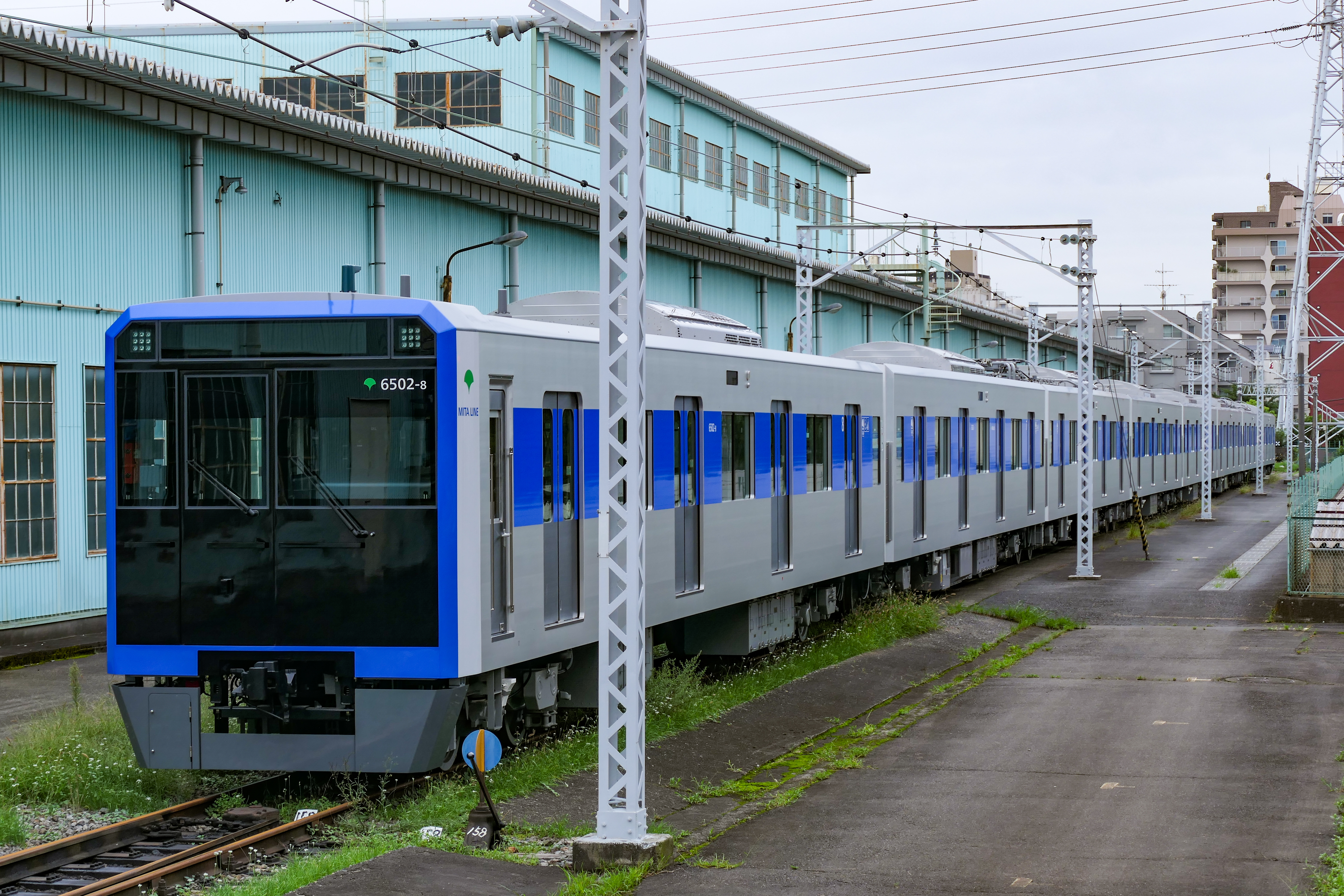
13 Triebzüge der Serie 6500 verstärken den Fahrzeugpark.

Der Wagenpark besteht aus 24 Zügen der Serie 6300 mit je sechs Wagen und 13 Zügen Zügen der Serie 6500 mit acht Wagen. Die Serie 6500 wurde zur Kapazitätsausweitung gebaut und ersetzte 13 Züge der Serie 6300. Aufgrund des wechselseitigen Betriebs mit Tōkyū Dentetsu und später Sotetsu verkehren auch Triebzüge dieser Bahnen auf der Mita-Linie.

## Bahnhöfe
| Nr.  | Bahnhof              | Japanisch    | Umsteigemöglichkeiten                                                                                 | Stadtbezirk |
| ---- | -------------------- | ------------ | --- | ----------- |
| I-01 | Meguro               | 目黒         | JR East: Yamanote-Linie, Tōkyō Metro: Namboku-Linie (N-01), Tōkyū Meguro-Linie                        | Shinagawa   |
| I-02 | Shirokanedai         | 白金台       | Tōkyō Metro: Namboku-Linie (N-02)                                                                     | Minato      |
| I-03 | Shirokane-takanawa   | 白金高輪     | Tōkyō Metro: Namboku-Linie (N-03)                                                                     | Minato      |
| I-04 | Mita                 | 三田         | Toei: Asakusa-Linie (A-08)                                                                            | Minato      |
| I-05 | Shibakōen            | 芝公園       | | Minato      |
| I-06 | Onarimon             | 御成門       | | Minato      |
| I-07 | Uchisaiwaichō        | 内幸町       | | Chiyoda     |
| I-08 | Hibiya               | 日比谷       | Tōkyō Metro: Chiyoda-Linie (C-09), Hibiya-Linie(H-07)                                                 | Chiyoda     |
| I-09 | Ōtemachi             | 大手町       | Tōkyō Metro: Chiyoda-Linie (C-11), Marunouchi-Linie (M-18), Tōzai-Linie (T-09), Hanzōmon-Linie (Z-08) | Chiyoda     |
| I-10 | Jimbōchō             | 神保町       | Tōkyō Metro: Hanzōmon-Linie (Z-07), Toei: Shinjuku-Linie (S-06)                                       | Chiyoda     |
| I-11 | Suidōbashi           | 水道橋       | JR East: Chūō-Sōbu-Linie                                                                              | Bunkyō      |
| I-12 | Kasuga               | 春日         | Tōkyō Metro: Marunouchi-Linie (M-22), Namboku-Linie (N-11), Toei: Ōedo-Linie (E-07)                   | Bunkyō      |
| I-13 | Hakusan              | 白山         | | Bunkyō      |
| I-14 | Sengoku              | 千石         | | Bunkyō      |
| I-15 | Sugamo               | 巣鴨         | JR East: Yamanote-Linie                                                                               | Toshima     |
| I-16 | Nishi-sugamo         | 西巣鴨       | | Toshima     |
| I-17 | Shin-itabashi        | 新板橋       | | Itabashi    |
| I-18 | Itabashikuyakushōmae | 板橋区役所前 | | Itabashi    |
| I-19 | Itabashi-honchō      | 板橋本町     | | Itabashi    |
| I-20 | Motohasunuma         | 本蓮沼       | | Itabashi    |
| I-21 | Shimura-sakaue       | 志村坂上     | | Itabashi    |
| I-22 | Shimura-sanchōme     | 志村三丁目   | | Itabashi    |
| I-23 | Hasune               | 蓮根         | | Itabashi    |
| I-24 | Nishidai             | 西台         | | Itabashi    |
| I-25 | Takashimadaira       | 高島平       | | Itabashi    |
| I-26 | Shin-Takashimadaira  | 新高島平     | | Itabashi    |
| I-27 | Nishi-Takashimadaira | 西高島平     | | Itabashi    |